# Krucina

Herb według Józefa Szymańskiego, w stylu graficznym Tadeusza Gajla

Herb Krzyż III (nazewnictwo Ostrowskiego) albo Krucyni I (nazewnictwo Siebmachera)

Herb Krzyż II (nazewnictwo Ostrowskiego i Siebmachera)

Krucina (Krucini, Krucyni, Kruczyn, Krzyż, Tryumf) – polski herb szlachecki z nobilitacji.

## Opis herbu

### Wiek XVI
Brak jest jednolitego stanowiska na temat właściwego kształtu tego herbu, ponieważ brak oryginalnego wizerunku z dokumentu nobilitacyjnego. Według Józefa Szymańskiego, który powołał się na przekaz Bartosza Paprockiego z Gniazda cnoty (1578 rok), tarcza tego herbu wyglądała następująco: W polu błękitnym pas srebrny; nad nim krzyż kawalerski złoty; pod nim takaż gwiazda. Z kolei za Herbami rycerstwa polskiego Paprockiego Szymański podaje klejnot herbu jako krzyż kawalerski złoty, z dolnym ramieniem dłuższym. Labry wedle Szymańskiego były zapewne błękitne, podbite złotem.
Już w XVI wieku istniały jednak inne przekazy na temat kształtu tego herbu, które wymienił Szymański. W Panoszy Bartosza Paprockiego z 1575 roku wyobrażone jest godło w postaci krzyżyka umieszczonego jakby na krokwi opartej na belkach, pod tym litery KOK, zaś poniżej skrzydło sępa ze szponami (być może godło herbu Kopacz). Barwy nieznane. Z kolei w Herbach rycerstwa polskiego tego samego autora z roku 1584, wizerunek jest zbliżony do tego z Gniazda, ale brak poprzecznego pasa. Jest to jeden z dwóch przekazów mówiących o klejnocie herbu, w postaci krzyża kawalerskiego z dłuższym jednym ramieniem. Podobne do przedstawienia z Panoszy było wyobrażenie na pieczęci Konstantego Korniakta z 1587 roku, przytoczonej przez Wittyga w Nieznana szlachta polska i jej herby. Tam krzyż umiejscowiony był na daszku, wspartym jakby na palach, po bokach dodatkowe zaostrzone pale, zaś pośrodku toczenica. W klejnocie trzy pióra strusie, barwy nieznane. Z kolei na nagrobku zmarłego po 1594 roku Michała Korniakta na Kapitolu w Rzymie w pierwszej ćwiartce znajdującego się tam herbu złożonego widnieje sam krzyż kawalerski. 

### Wiek XVII
Wedle Szymona Okolskiego w Orbis polonus z 1641 roku, herb wyglądał tak, jak na nagrobku Michała Korniakta. Określono dodatkowo barwę pola jako czarną, zaś krzyża – srebrną. Okolski wzmiankuje też wersję herbu z gwiazdą pod krzyżem, ale bez określenia barw.
Oddzielny wpis poświęcił Okolski w 3 tomie swojej pracy z roku 1645 herbowi nazwanemu Triumf, który należeć miał do arcybiskupa Hipolita. Herb wyobrażał tarczę przedzieloną szerokim pasem, u góry krzyż (koniczynowy) w polu czerwonym, u dołu skośne pasy na przemian dwa czarne, trzy srebrne lub czerwone.
Jan Aleksander Gorczyn w swoim herbarzu z 1653 roku przytoczył krzyż biały w czarnym polu oraz niespotykany nigdzie indziej klejnot w postaci białego krzyża na pawim ogonie.
Wizerunek herbu Kruczyn albo Krzyż oraz Triumf (Trivmph) za Okolskim przytoczył Wacław Potocki w 1696 roku.

### Wiek XVIII
W herbarzyku Antoniego Swacha z 1705 roku, będącym kompilacją dzieł poprzednich autorów, m.in. Okolskiego, herb odmalowany został jak u tego ostatniego, tj. srebrny krzyż w czarnym polu.
Wiele różnych herbów określonych jako Krzyż albo Krucyni w jednym wpisie wymienił Kasper Niesiecki. Oprócz herbów szlacheckich noszących inne nazwy (Baryczka, Białynia, Bojcza, Bożawola, Bożezdarz, Brodzic, Bodek, Chrynicki, Jezierza, Nawrotnik, Łopot, Wizgiert, Pilawa, Prus I, Prus II, Świeńczyc, Dowojna, Dębno, Sieniuta, Waśkiewicz, Złotawolność), zawierających krzyże, Niesiecki wymienia jeszcze inne herby:
- Krzyż skośny, zaś na końcu każdego ramienia róża (czwarty herb z nagrobka w kościele Chełmińskim Waleriana Głuchowskiego herbu Prus II).
- Grzybowski
- Krzyż z rozdartymi ramionami (herb biskupa Prohora).
- Sam krzyż (herby biskupów Rachelina, legendarnego pierwszego arcybiskupa gnieźnieńskiego Villibalinusa i biskupa poznańskiego Paulina.
- Herb Triumf arcybiskupa Hipolita za Okolskim
- Herb z krzyżem i gwiazdą w polu czerwonym z Herbów rycerstwa (u Paprockiego barwy były nieokreślone), krzyż w klejnocie (herb opata cysterskiego Edmundusa Crucinusa)
- Herb z polem błękitnym, pasem, krzyżem i gwiazdą przytaczany za Gniazdem cnoty.
- W tym samym wpisie Niesiecki notuje jeszcze herby Denis, Isiora, Skorobohaty.

Piotr Nałęcz-Małachowski w Zbiorze nazwisk szlachty z 1790 roku wymienia kilka wersji herbu o nazwie Krucini inaczej Krzyż. Oprócz tych wymienionych wcześniej przez Niesieckiego, autor podaje jeszcze wersję gdzie na krzyżu kawalerskim miała znajdować się gwiazda. Ponadto wymienione są herby własne Skorobohatych i Grzybowskich.

### Wiek XIX
Informacje z XVIII-wiecznej edycji herbarza Niesieckiego dotyczące herbu Krzyż albo Krucyni powtarza też jego XIX-wieczna edycja.

### Wiek XX

#### Herbarz galicyjski Siebmachera
Kilka wersji tego herbu notuje galicyjski herbarz Siebmachera. Na tablicy 14 wymienione są 3 warianty:
- Krucyni I: W polu czerwonym krzyż kawalerski złoty, pod którym gwiazda srebrna. W klejnocie nad hełmem w koronie krzyż kawalerski złoty. Labry czerwone podbite złotem. Jest to zatem wersja herbu z Gniazda cnoty z dookreślonymi barwami.
- Krucyni II

- Krucini III: W polu czarnym krzyż srebrny (dochodzący do brzegów tarczy). W klejnocie nad hełmem w koronie dwa rogi bawole srebrne. Labry czarne, podbite srebrem. Jest to zatem wersja zbliżona do tej z Orbis polonus.

Na tablicy 15 figuruje herb nazwany Krzyż II:: W polu czarnym krzyż srebrny. W klejnocie nad hełmem w koronie dwa rogi bawole srebrne. Labry czarne, podbite srebrem. Jest to zatem wersja jak w Orbis polonus, z dołożonym klejnotem. Wedle Siebmachera jest to odmiana herbu Krzyż I czyli Barwiński.
Kolejne wersje herbu odmalowane są na tablicy 41, która ilustruje "Dodatek" do głównej części pracy:
- Krucyni (Tryumf) I: W polu czerwonym krzyż kawalerski srebrny, pod którym gwiazda złota. W klejnocie nad hełmem w koronie krzyż jak w godle. Labry czerwone podbite srebrem.
- Krucyni II: W polu czerwonym krzyż skośny, na którego ramionach po róży czerwonej. W klejnocie nad hełmem w koronie trzy pióra strusie. Jest to zatem herb widziany przez Niesieckiego na nagrobku Waleriana Głuchowskiego, z dookreślonymi barwami.
- Krucyni III: W polu czerwonym równoramienny srebrny krzyż ukośny z końcami wciętymi. Nad hełmem w koronie trzy pióra strusie.

#### Herbarze Emiliana Szeligi-Żernickiego
Emilian Szeliga-Żernicki w Die polnischen Adel z 1900 roku przytacza herb Krzyż, Krucyni albo Kruczyn gdzie w czerwonym polu widniał krzyż kawalerski nad gwiazdą i taki sam krzyż w klejnocie, wszystkie godła złote. Przytaczany jest też pod tym samym hasłem wcześniej opisywany herb Tryumf.
Ten sam autor w Die polnischen Stammwappen z 1904 roku przytacza herb Krzyż, Krucyni albo Kruczyn z opisem i wizerunkiem takim samym jak w poprzedniej pracy.

#### Herbarz Juliusza Karola Ostrowskiego
Informacje od swoich poprzedników, m.in. Siebmachera, zebrał Juliusz Karol Ostrowski. Ostrowski stworzył własną numerację i nazwę Krzyż dla wariantów tego herbu. Dodatkowo pod nazwą tą odnotował inne, niezwiązane herby z krzyżami:
- Krzyż I to herb z nobilitacji galicyjskiej z 1834 roku.

- Krzyż II – herb Krucini III Siebmachera.
- Krzyż III (Kruczyn, Krucyni, Kruszyna, Tryumf) – herb Krucyni I Siebmachera, czyli wersja herbu z Gniazda cnoty.
- Krzyż IV (Kruczyn)

- Krzyż V (Kruczyn) – herb Krucyni II z tablicy 41 Siebmachera.
- Krzyż VI (Kruczyn): W polu czerwonym równoramienny srebrny krzyż ukośny z końcami wciętymi. Nad hełmem w koronie trzy pióra strusie. Herb zaczerpnięty od Siebmachera.
- Krzyż VII (Tryumf): Na tarczy pasem poprzecznym przedzielonej w polu górnym barwy niewiadomej krzyż, w dolnym czarnym dwa srebrne skosy prawe. Jest to herb przypisywany przez Okolskiego i Niesieckiego arcybiskupowi Hipolitowi.
- Ostrowski wymienia jeszcze herby Krzyż VIII i Krzyż IX, ale są to herby litewskie.

#### Tablice odmian herbowych Chrząńskiego
W Tablicach odmian herbowych Chrząńskiego z 1909 roku zilustrowano kilkanaście wersji herbu:
- Krucini: W polu czerwonym krzyż kawalerski złoty, pod którym takaż gwiazda. W klejnocie krzyż kawalerski złoty.
- Krucini b: W polu błękitnym pas srebrny, nad nim krzyż kawalerski złoty, pod nim gwiazda złota. W klejnocie krzyż kawalerski złoty.
- Krucini c: W polu czerwonym krzyż skośny z różą czerwoną na końcu każdego ramienia. W klejnocie samo godło.
- Krucini d: W polu czerwonym krzyż złoty z każdym ramieniem rozdartym. W klejnocie samo godło.
- Krucini e: W polu czerwonym krzyż srebrny, na którym gwiazda złota. W klejnocie samo godło.
- Grzybowski: Grzybowski
- Krucini g: Skorobohaty.

Powyższe herby zaczerpnięte najwyraźniej z Małachowskiego, z dookreśleniem barw i klejnotów.
- Tryumf: Tarcza w pas, w polu górnym czerwonym krzyż kawalerski złoty, dolne pole podzielone w pasy skośne, dwa srebrne między trzema czarnymi. Herb zaczerpnięty z Okolskiego.
- Krucini i: jak Krucini, ale w klejnocie pięć piór strusich.
- Kruczyn: W polu czarnym krzyż kawalerski srebrny. Klejnotu brak.

## Najwcześniejsze wzmianki
12 lutego 1571 Konstanty Korniakt z Krety został zrównany w prawach z polskim stanem szlacheckim, ale nie jest znany wizerunek jego herbu na stosownym dokumencie. Najstarszym znanym wyobrażeniem herbu jest jego wersja z Panoszy z 1575 roku. Wizerunek powiązany jest tutaj z Konstantym Korniaktem. W Gnieździe cnoty z 1578 roku nie odnotowano ani nazwy ani nosiciela herbu. Pierwsze odnotowanie nazwy herbu pochodzi z Herbów rycerstwa polskiego z 1584 roku (zwano przodki herbu tego Kruczynami). Paprocki twierdzi tutaj, że herb ten przyniósł do Polski legendarny biskup gnieźnieński Villibalinus, przybyły do Polski w 966 roku. Tego samego herbu miał być przybyły do Polski w czasach Paprockiego opat Edmundus Crucinus, przy czym jego przodkowie mieli otrzymać gwiazdę jako dodatek do herbu. Istotnie Villibalinusowi przypisywano sam krzyż, co widać na ilustracji w Żywotach arcybiskupów gnieźnieńskich Klemensa Janickiego z 1574 roku.
Szymon Okolski w 1641 roku określił herb jako Cruczyn i powtórzył informację Paprockiego o biskupie Villibalinusie oraz Edmundusie Crucinusie. Dodatkowo podał też informację o indygenacie z tym herbem Konstantego Korniakta oraz wymienił kolejnych nosicieli herbu: Prohora i Rachelina. W oddzielnym wpisie w tomie 3 swojej pracy z 1645 roku podał informację o herbie Triumf biskupa Hipolita.
Kasper Niesiecki w 1748 roku jako pierwszy podał wersje herbu z krzyżem skośnym i różami na końcach oraz z krzyżem rozdartym.
Piotr Małachowski w 1790 roku jako pierwszy podał wersję herbu z gwiazdą na krzyżu. Małachowski powiązał herb Krucini z rodziną Korniaktów.

## Etymologia
Nazwa herbu, przytoczona za Herbami rycerstwa polskiego, jest według Szymańskiego przezwiskowa, od kruszyna.

## Herbowni
Ponieważ herb pochodził z nobilitacji osobistej, do jego używania uprawniona jest jedna rodzina herbownych (herb własny):
- Korniakt.

Kasper Niesiecki wymienia przy herbie tym nazwiska Dalewski, Isiora, Korniakt, Skorobohaty i Szczepkowski, ale sam zaznacza, że Isiorowie i Skorobohaci używali własnych herbów.
Wiktor Wittyg wymienia wzmiankowanego w 1570 roku Sebastiana Gemborzewskiego herbu Krucini (sam krzyż w tarczy). Wedle Polskiej Encyklopedii Szlacheckiej jest to błąd, a wzmiankowany Sebastian należał do rodu podobnego (także z krzyżem) herbu Dębno.
W 1787 roku szlachectwo w Galicji z herbem Krucini potwierdził Stefan Kulczycki.
Jan Nepomucen Bobrowicz wymienia rodzinę Kasztulskich Kruszynów herbu Krzyż, pod którym gwiazda.
Według Seweryna Uruskiego z herbem Krucyni wylegitymowali się w 1817 roku w guberni kijowskiej przedstawiciele rodziny Krzyżanowskich